# San Marcello
San Marcello és un comune (municipi) de la província d'Ancona, a la regió italiana de les Marques, situat a uns 25 quilòmetres a l'oest d'Ancona. A 1 de gener de 2019 la seva població era de 2.008 habitants.
San Marcello limita amb els següents municipis: Belvedere Ostrense, Jesi, Maiolati Spontini, Monsano, Monte San Vito i Morro d'Alba.
Va ser fundat el 1234 per una comunitat de gent de Jesi.

## Llocs d'interès
- Les muralles, amb les seves torres cilíndriques i quadrangulars.
- Palazzo Marcelli, renaixentista.